# 格卢达站
格卢达站是拉脱维亚叶尔加瓦-利耶帕亚和格卢达-伦尼杰铁路铁路线的一个铁路枢纽站，车站建于1887年，附近的居民点是格卢达村。